# Wildcat kaliber

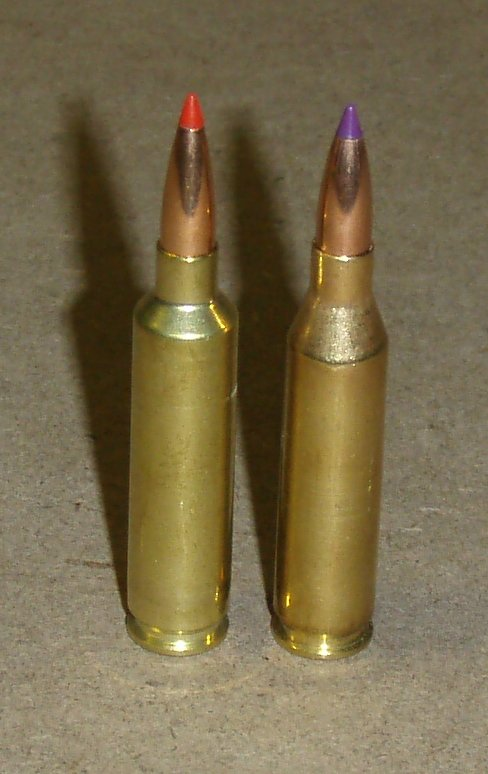
Od lewej: 243 Winchester Ackley Improved i 243 Winchester

Wildcat – przeniesione z angielskiego określenie kalibru broni nie uwzględnionego w normie CIP (Commission Internationale Permanente Pour l’Epreuve des Armes à Feu Portatives – Stała Międzynarodowa Komisja do Badania i Certyfikacji Broni Ręcznej) ani SAAMI (Sporting Arms and Ammunition Manufacturers' Institute – Stowarzyszenie Producentów Sportowej Broni i Amunicji).
Wildcaty są efektem prac rusznikarzy entuzjastów strzelectwa lub łowiectwa, którzy nie są wystarczająco usatysfakcjonowani kalibrami dostępnymi na rynku. Wiele współczesnych kalibrów (np. wszystkie kalibry Weatherby, 6,5 x 47 mm Lapua czy 6,5-284 Norma) pochodzi od wildcatów – takie kalibry funkcjonują przez pewien okres bez ujednolicenia wymiarów i dopiero po upowszechnieniu się i akceptacji przez większą liczbę użytkowników, któryś z producentów broni decyduje się na znormalizowanie kalibru i rejestrację CIP lub SAAMI. Zdarza się czasem, że wildcat rejestrowany jest w podobnym czasie przez dwie różne firmy, tak powstały np. 6 mm BR Remmington i 6 mm BR Norma czy 6 mm PPC i 6 mm PPC USA – są to kalibry bardzo zbliżone wymiarami, lecz nie identyczne.
Do wildcatów zalicza się również kalibry tylko nieznacznie dopasowywane do wyczynowej broni (najczęściej zwężona jest jedynie ścianka szyjki łuski tak, by pasowała do indywidualnej „ciasnej” komory nabojowej), wszystkie kalibry Ackley Improved – mimo że ich dokładne wymiary są powszechnie znane i stosowane oraz naboje o przedłużonych łuskach – z konieczności przy nadmiernym headspace broni lub wyboru celem powiększenia pojemności łuski. Amunicja do takich kalibrów nie może być oferowana w handlu detalicznym więc ich użytkownicy zmuszeni są do samodzielnej elaboracji.